# Gaspé
Gaspé és una ciutat situada a l'extrem de la Península de Gaspé, a l'est del Quebec. L'any 2001, Gaspé tenia 14.932 habitants.
Gaspé és el lloc on Jacques Cartier va prendre possessió de Nova França (el Canadà actual) en nom del rei de França, Francesc I, el 24 de juliol de 1534.